# Kertai György (geológus)
Kertai György (Budapest, 1912. augusztus 21. – Budapest, 1968. május 11.) Kossuth-díjas geológus, a földtudomány kandidátusa (1953) és doktora (1962), a Magyar Tudományos Akadémia levelező tagja. Nemzetközileg elismert kőolaj-geológus volt, az alföldi kőolajkutatás elméleti megalapozása, számos szénhidrogénmező feltárása, valamint a kőolaj- és földgáztelepek nómenklatúrájának kidolgozása fűződik a nevéhez.

## Életútja
Természetrajz–vegytan szakos tanári és bölcsészdoktori oklevelét 1935-ben szerezte meg a budapesti Pázmány Péter Tudományegyetemen. 1937–1942 között a Magyar–Amerikai Olajipari Rt.-nél (MAORT) dolgozott mélyfúrási geológusként, majd 1942-től a Dunántúlon kerületi helyettes főgeológusként tevékenykedett. 1944-ben, Magyarország német megszállását követően állásából elbocsátották, de rövid ideig szakértelmének köszönhetően munkaszolgálatosként tovább dolgozhatott, majd 1944–1945 fordulóján a német őrizet alatt álló sopronbánfalvi gyűjtőtáborban raboskodott. A második világháború lezárulása után, 1945-től Nagykanizsán dolgozott mint a MAORT kerületi főgeológusa. Ezzel párhuzamosan 1947-ben magántanári képesítést szerzett a Szegedi Tudományegyetemen, s 1949-ig tartott előadásokat az alkalmazott kőzettan köréből. 1949-től haláláig a budapesti tudományegyetemen oktatott kőolajföldtant, 1963-tól címzetes egyetemi tanárként.
A MAORT 1949-ben lezajlott államosítását követően a Dunántúli Ásványolaj-ipari Központ átvette Kertait, így továbbra is Nagykanizsán dolgozott. 1951-től a Magyar–Szovjet Olaj Rt. (Maszolaj) főgeológusa volt, majd a vállalat 1954-es megszűnését követően minisztériumi beosztásban az egységes magyar kőolajipar főgeológusaként dolgozott. 1957-ben az akkor alakult Kőolajipari Tröszt (1960 után Országos Kőolaj- és Gázipari Tröszt, OKGT) kutatási főosztályvezetőjévé nevezték ki, majd 1963–1964 között az OKGT kutatási vezérigazgató-helyetteseként irányította az országban folyó szénhidrogén-kutatásokat. 1964-től haláláig a Központi Földtani Hivatal elnökeként dolgozott.

## Munkássága
Fő kutatási területe a kőolajföldtan volt, tudományos eredményei nemzetközi elismertséget biztosítottak számára. Pályája elején kristályoptikával foglalkozott, majd ércgenetikai vizsgálatai során elsőként mutatott rá, hogy Kelet-Magyarországon a pliocén kori márga a kőolaj anyakőzete, vagyis a térségben recens keletkezésű szénhidrogénkészletek rejtőznek. Eredményei alapján kezdeményezte a korábban kilátástalannak ítélt alföldi szénhidrogén-kutatás megindítását, és elősegítette a térségben található kőolaj- és földgáz-előfordulások felkutatását (Battonya, Pusztaföldvár, Hajdúszoboszló, Kunmadaras stb.). Emellett vezető szerepe volt a kiscsehi–lendvaújfalu–nagylengyeli, illetve a görgeteg–babócsai szénhidrogéntelepek feltárásában. Elméleti kutatásai során az eddigiek mellett behatóan foglalkozott a kőolaj- és földgáztelepek genezisével, s megalkotta a szénhidrogén-előfordulások új nómenklatúráját is.
1950–1953 között a Földtani Közlöny szerkesztője volt.

## Társasági tagságai és elismerései
1965-ben a Magyar Tudományos Akadémia levelező tagjává választották, ahol a földtani bizottság alelnöki, illetve a kőolaj-, földgáz- és vízbányászati bizottság elnöki tisztét is ellátta. 1950–1953 között a Magyarhoni Földtani Társulat titkára, 1960–1966 között elnöke volt, emellett 1964-től a Földtudományok Nemzetközi Szövetségének (International Union of Geological Sciences) tagja is volt.
Tudományos eredményei elismeréseként 1953-ban Kossuth-díjat kapott.

## Főbb művei
- Ércmikroszkópi és paragenetikai megfigyelések a Szepes-Gömöri Érchegységből. Pécs, Szerző, 1936, 30 p.
- A fúrómagokban talált folyadékmennyiség és a rétegtartalom között tapasztalt összefüggés. in: Bányászati és Kohászati Lapok 1944.
- A kőolajtermelés földtani tényezői. in: Magyar Technika 1947.
- Kőolajföldtani alapismeretek. Budapest, Nehézipari, 1951, 128 p.
- A magyarországi kőolaj- és földgáztelepek keletkezése. in: Az MTA Műszaki Tudományok Osztályának Közleményei 1952.
- A magyarországi szénhidrogénkutatás eredményei 1945–1960-ig. in: Földtani Közlöny XC. 1960. 4. sz. 405–418.
- Kőolajföldtan. Budapest, Tankönyvkiadó, 1966, 86 p.
- A magyarországi földgázkincs és széndioxid-tartalmának keletkezése. Budapest, 1967.
- Geology of the Pannonicum: Oil- and hydrogeology of the basin fillings. Budapest, Hungarian Academy of Sciences, 1968, 58 p.
- A kőolaj és a földgáz vegyi összetétele és keletkezése. Szerk. Szurovy Géza. Budapest, Akadémiai, 1972, 111 p.

## További irodalom
- Dank Viktor: Dr. Kertai György emlékezete (1912–1968). in: Földtani Közlöny XCIX. 1969. 4. sz. 302–304.
- Dank Viktor: Dr. Kertai György olajgeológus, akadémikus (1912–1968). in: Földtani Kutatás XXXI. 1988. 1. sz. 3–16.